# Barbus fucini
Barbus fucini (Costa, 1853) è un pesce osseo d'acqua dolce appartenente alla famiglia Cyprinidae endemico dell'Italia meridionale.

## Distribuzione e habitat
Questa specie è endemica del versante adriatico compresa tra il Fortore a nord e l'Ofanto a sud e del versante tirrenico tra il Liri-Garigliano e il Sele. Pare sia stato introdotto nei fiumi Mingardo e  Bussento.
L'habitat è costituito da fiumi nelle zone collinari e pedemontane nella zona dei ciprinidi a deposizione litofila. Convive con specie ittiche tipiche di questi ambienti come alborella meridionale, rovella, vairone, cavedano italico e, limitatamente al Volturno, cobite del Volturno.

## Descrizione
L'aspetto generale di Barbus fucini è molto simile a quello di Barbus tyberinus, alla cui descrizione si rimanda limitandoci qui a riportare solo le principali differenze utili al riconoscimento di questa specie. La specie Barbus samniticus è anch'essa molto simile ma non dovrebbe esistere in simpatria con B. samniticus in nessuna parte dell'areale. I caratteri morfologici possono talvolta non essere sufficienti a una determinazione sicura degli esemplari richiedendo in tal caso analisi di tassonomia molecolare. In B. fucini la distanza fra gli occhi appare essere la maggiore fra tutti i Barbus italiani. L'altezza del corpo appare minore che in B. fucini e, rispetto sia a B. tyberinus che a B. plebejus (introdotto estesamente in Italia centro-meridionale), la specie in oggetto ha pinne pettorali, ventrali e caudale più lunghe. Rispetto a B. tyberinus ha i lobi della pinna caudale più lunghi e un muso più lungo con una maggior distanza fra bocca e opercolo branchiale.
La colorazione è brunastra sul dorso che tende a schiarire sui fianchi e a diventare biancastra sul ventre. Dorso, fianchi e pinne sono fittamente sparsi di piccoli punti scuri. Le pinne ventrali e anale hanno un colore arancio, anche la pinna dorsale e la pinna caudale possono avere questa colorazione sebbene in genere meno vivace.
La taglia massima nota è di 21,5 cm.

## Biologia
Probabilmente i caratteri biologici non differiscono da quelli di B. tyberinus ma di fatto la biologia di questa specie, riabilitata nel 2021, è completamente ignota.

## Conservazione
La specie non è ancora inserita nella Lista rossa IUCN. Nulla si sa sul suo stato di conservazione.

## Tassonomia
La specie è stata descritta nel 1835 da Oronzo Gabriele Costa ma poi è stata considerata sinonimo di B. tyberinus fino a quando non è stata riabilitata nel 2021 in seguito ad analisi molecolari.